# Agathis gibbosa
Agathis gibbosa är en stekelart som först beskrevs av Thomas Say 1836.  Agathis gibbosa ingår i släktet Agathis och familjen bracksteklar. Inga underarter finns listade i Catalogue of Life.